# Randby
En randby er ifølge geografen Viggo Hansen en landsby, "der består af en enkelt række gårde, liggende side om side langs kanten af udstrakte engarealer og altid i samme niveau. Arrangementet af ager og eng er ganske simpelt. Foran gårdrækken breder engene sig ud, og bagved dem ligger bymarkens fald, der ofte er ret fåtallige, men med mange agre, ofte over hundrede, og bagved bymarken følger overdrevet eller fælleden, der ofte benytter den bagvedliggende moræne, hvor dette er overkommeligt".
Som et karakteristisk eksempel på en randby kan nævnes Øster Hjermitslev i Tolstrup Sogn, Vendsyssel.